# Rörtjärnen (Ådals-Lidens socken, Ångermanland, 705139-155879)
Rörtjärnen är en sjö i Sollefteå kommun i Ångermanland och ingår i Ångermanälvens huvudavrinningsområde.